# Сташиц, Станислав
Стани́слав Вавжи́нец Ста́шиц (пол. Stanisław Wawrzyniec Staszic, 6 ноября 1755, Пила — 20 января 1826, Варшава) — польский государственный и общественный деятель,  идеолог Просвещения, публицист, философ, учёный, писатель, меценат.

## Биография
Станислав Вавжинец Сташиц родился в Пиле. Он происходил из мещанской семьи, что имело очень существенное влияние на его общественные и политические взгляды. Дед и отец Станислава Сташица по очереди занимали должность бургомистра города Гдва. В «Кратком очерке моей жизни» говорится, что он как самый молодой среди братьев и сестер, решением матери, уже с детства  готовился к духовному сану. Именно поэтому он получил образование в духовной семинарии в Познани, где перед 1779 годом, принял посвящение в священники. Обучался во Франции и Германии, много путешествовал по Европе. Во время Четырёхлетнего сейма Сташиц выступал за линию реформ, поддерживал Майскую конституцию 1791 года.
После разделов Речи Посполитой Сташиц посвятил себя работе по улучшению хозяйственного развития польских земель. Он исследовал Карпаты, написав работу «О карпатской земле». Сташиц был создателем одной из первых геологических карт.
Когда было организовано Царство Польское, Сташиц был назначен директором комиссии промышленности и искусств; работал также и в области народного просвещения. Он открыл медные рудники, устроил заводы железные и цинковые, мрамороломню в Хенцинах Келецкой губернии, основал множество школ, в том числе политехникум с агрономическим отделением в Кельцах, поднял университет, выписал специалистов горного дела, проводил мощеные дороги, строил мосты.
С 1800 года был членом варшавского общества друзей науки), с 1808 года — его президентом. По его инициативе в 1820 — 1823 годах был построен дворец (позднее получивший название Дворец Сташица), ставший резиденцией общества. От этого общества ведёт своё начало Академия наук Польши, которая и по сей день расположена в этом дворце.
Умер Сташиц 20 января 1826 года в Варшаве, велев всё своё имущество передать бедным.

## Работы
- «Замечания о жизни Яна Замойского» (Uwagi nad życiem Jana Zamoyskiego, 1787)
- «Предостережения Польше» (Przestrogi dla Polski, 1790)
- «Человеческий род» (Ród Ludzki, 1820)
- Станислав Сташиц. Избранное.  Перевод с польского. Предисл. И Миллера и И Нарского. Москва ГИХЛ 1957. 384 с